# Примикирий

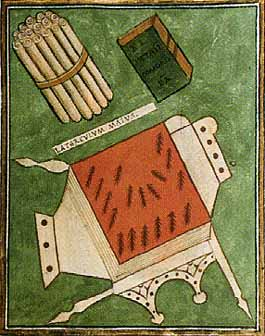
Принадлежности примикирия нотариев согласно Notitia Dignitatum

Примики́рий (др.-греч. πριμικήριος, лат. primicerius) — в византийской системе должностей первый в некоторой группе чиновников. Латинское слово primicerius произошло от выражения primus in cera — писавшийся первым в списке на навощенной дощечке. Термин использовался в различных сферах общественной жизни с периода Домината до падения империи.

## В Византии
- Военные примикирии были первоначально в дворцовой страже, а затем среди вестиаритов[англ.], манглавитов[англ.], вардариотов[англ.] и варягов[1].
- Придворные примикирии состояли преимущественно из евнухов. Примикирий священной опочивальни (primicerius sacri cubiculi) упоминается в Notitia Dignitatum, а с правления Алексея I известны примикирии двора. Из сигиллографических источников известны примикирии различных дворцовых служб, например, вестиариев[англ.][1].
- Гражданские примикирии были, в основном, среди нотариев и табулариев (др.-греч. πριμικήριος των ταβουλαριων)[1].
- Церковные примикирии были в различных группах, анагностов, певчих и др.[1]. Примикирий певчих был первым в пятой пентаде, примикирий чтецов — первым в восьмой пентаде[2]. Церковные примикирии упоминаются уже в деяниях Эфесского собора 431 года[2].

В конце XI века появился титул великого примикирия, первым известным носителем которого был полководец Алексея I Татикий. Согласно «Трактату о должностях» Псевдо-Кодина, великий примикирий был одной из высших должностей, выше великого коноставла и великого логофета, но к XV веку значение титула уменьшилось.

## В христианстве
В церковной практике примакирием часто называется свещеносец или лампадчик-церковнослужитель, в обязанность которого входит ношение перед архиереем при его служении лампады или подсвечника с одной свечой, в отличие от дикирия — подсвечника с двумя свечами, или от трикирия — с тремя свечами.

## В Западной Европе
В немецкоговорящих странах и в Италии примикирием называли преподававшего в школе клирика, хотя само по себе звание, скорее, относилось к церковной иерархии, а не к педагогическим обязанностям. В сочетании с cancellarius или notarius примикирий (primicerius) обозначал главу соответствующий канцелярии. В Италии X—XII веков встречались также сочетания primicerius et notarius.